# Whitford
Whitford är en community i Storbritannien.   Den ligger i kommunen Flintshire och riksdelen Wales, i den södra delen av landet, 290 km nordväst om huvudstaden London.
Förutom byn Whitford omfattar communityn även byarna Carmel, Lloc, Gorsedd och Pantasaph.